# Equinox (bulgarische Band)

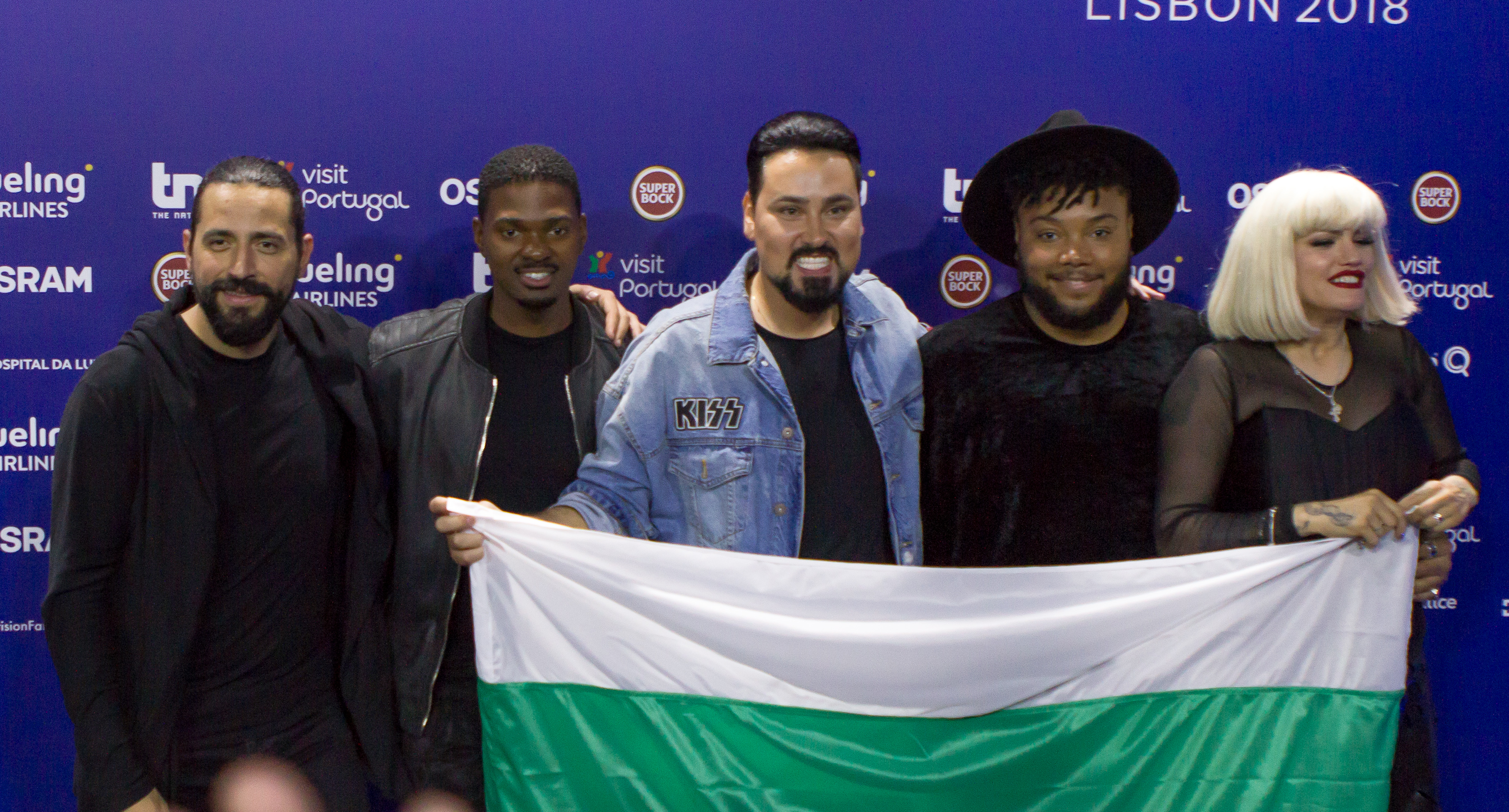
Equinox (2018)

Equinox ist eine aus fünf Sängern bestehende bulgarische Popgruppe, die Bulgarien beim Eurovision Song Contest 2018 in Lissabon mit dem Lied Bones vertrat. Die Gruppe ist eigens für den Contest gegründet worden.
Laut Borislav Milanov stammt der Name „Equinox“ vom englischen Begriff „equinox“ (deutsch: Tagundnachtgleiche), da dieser Tag auf der ganzen Welt gefeiert wird und für viele Religionen von Bedeutung ist. Zudem stammt der Begriff „equinox“ vom englischen Wort „equal“ (deutsch: gleich), was bedeutet, dass alle Mitglieder der Gruppe gleichberechtigt sind.
Am 12. März 2018 gab das Bulgarische Nationale Fernsehen bekannt, dass Equinox Bulgarien beim Eurovision Song Contest 2018 vertreten wird. Das Lied Bones ist von Symphonics International produziert worden, wie auch bereits 2016 und 2017. Das Lied ist von Borislav Milanov, Trey Campbell, Joacim Persson und Dag Lundberg geschrieben worden. Die Gruppe erreichte das Finale, wo sie auf dem 14. Platz landete.

## Mitglieder
Zhana Bergendorff (bulgarisch: Жана Бергендорф) wurde am 20. Oktober 1985 in Sofia, der bulgarischen Hauptstadt, geboren. Mit 18 Jahren zog sie nach Südkorea und lebte dort bis 2010, als sie mit ihrem Verlobten Stefan nach Dänemark zog. Dort nahm sie an der Castingshow X Factor Dänemark teil. 2013 erlangte sie Bekanntheit, da sie die zweite Staffel von X Factor Bulgarien gewann. Es folgten einige erfolgreiche Singles.
Georgi Simeonov, bekannt als JJ, ist ein Sänger, Songwriter und Vocal Producer. Er begann seine Karriere in der bekannten bulgarischen Boyband 032, bevor er 2013 seine Solokarriere begann. Seit 2009 unterrichtet er Pop-, Soul- und RnB-Gesang und hält Meisterkurse in Sofia und Plovdiv. Zudem nahm er an der letzten Staffel von X Factor Rumänien teil.
Vladimir Mihailov ist Sänger, Songwriter und Schauspieler sowie der Frontmann der bulgarischen Bands Safo und Sleng. Er ist Coautor und Coproduzent aller Lieder Slengs, seit er Teil der Band ist. Bevor er Equinox beitrat, war er Teil der bulgarischen Delegation als Background-Sänger für Kristian Kostow beim Eurovision Song Contest 2017. Zudem hat er bei der bulgarischen Synchronisation einiger Animationsfilme mitgewirkt, unter anderem bei Die Eiskönigin – Völlig unverfroren und Rapunzel – Neu verföhnt.
Johnny Manuel stammt ursprünglich aus Flint im US-Bundesstaat Michigan und war bereits als 14-Jähriger mit *NSYNC auf Tour. 2017 nahm er an America’s Got Talent teil, wo er das Halbfinale erreichte. Anschließend veröffentlichte er zwei Singles und begann zusammen mit Symphonics International an der Veröffentlichung seines ersten Albums.
Trey Campbell ist ein Songwriter aus Los Angeles und einer der Komponisten von Bones. Er hat zudem bereits Lieder für Künstler wie Dua Lipa, Bebe Rexha, Julie Bergan oder Alexandra Stan geschrieben.

## Diskografie
Singles
- 2018: Bones